# Georges Friedel

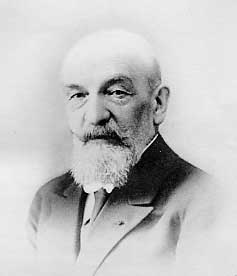
Georges Friedel

Georges Friedel (* 19. Juli 1865 in Mülhausen; † 11. Dezember 1933 in Straßburg) war ein französischer Mineraloge und Kristallograph.

## Leben
Georges Friedel ist der Sohn des berühmten Chemikers Charles Friedel. Er studierte an der École polytechnique in Paris und der École Nationale des Mines in Saint-Étienne und war Schüler von François Ernest Mallard (1833–1894). 1893 erhielt er eine Professur an der École Nationale des Mines, deren Direktor er später auch wurde. Nach dem Ersten Weltkrieg kehrte er als Professor an der Universität Straßburg ins Elsass zurück. 1930 trat er aus gesundheitlichen Gründen vorzeitig in den Ruhestand. Seit Dezember 1917 war er korrespondierendes Mitglied der Académie des sciences. Friedel war verheiratet und hatte fünf Kinder. Er starb 1933.

## Wissenschaftliches Wirken
Ebenso wie sein Lehrer Mallard beschäftigte sich Friedel mit den Theorien von Auguste Bravais. Friedel konnte die von Bravais geschaffenen theoretischen Grundlagen (Bravais-Gitter) mit Hilfe von Röntgenbeugungsexperimenten an Kristallgittern nachweisen und so den physikalischen Beweis dafür liefern. Eine der wichtigsten Entdeckungen bei seinen Arbeiten ist das Friedelsche Gesetz.
Sein Sohn Edmond Friedel (1885–1972) studierte ebenfalls an der École polytechnique in Paris, arbeitete an der École des Mines in Paris, forschte mit Pierre-Gilles de Gennes in der Festkörperphysik und führte zusammen mit Louis de Broglie erste Beugungsexperimente an Flüssigkristallen durch.

### Wichtige Publikationen
- Groupements cristallins (1904)
- Etudes sur les lois de Bravais (1907)
- Les états mésomorphes de la matiere (1922)